# Capital Connection
Der Capital Connection ist ein werktäglich verkehrender Fernzug der neuseeländischen Eisenbahnen KiwiRail. Er verkehrt auf der North Island Main Trunk Railway zwischen Palmerston North und Wellington. Die Zugverbindung existiert seit dem 15. April 1991 und trug ursprünglich den Namen Cityrail Express.

## Strecke
Der Zug verkehrt montags bis freitags und ist hauptsächlich für Pendler nach Wellington konzipiert. Er fährt morgens von Palmerston North nach Wellington und abends wieder zurück, die Fahrzeit beträgt etwas über zwei Stunden. Er bedient die folgenden Halte:
- Palmerston North
- Shannon
- Levin
- Ōtaki
- Waikanae
- Paraparaumu
- Wellington

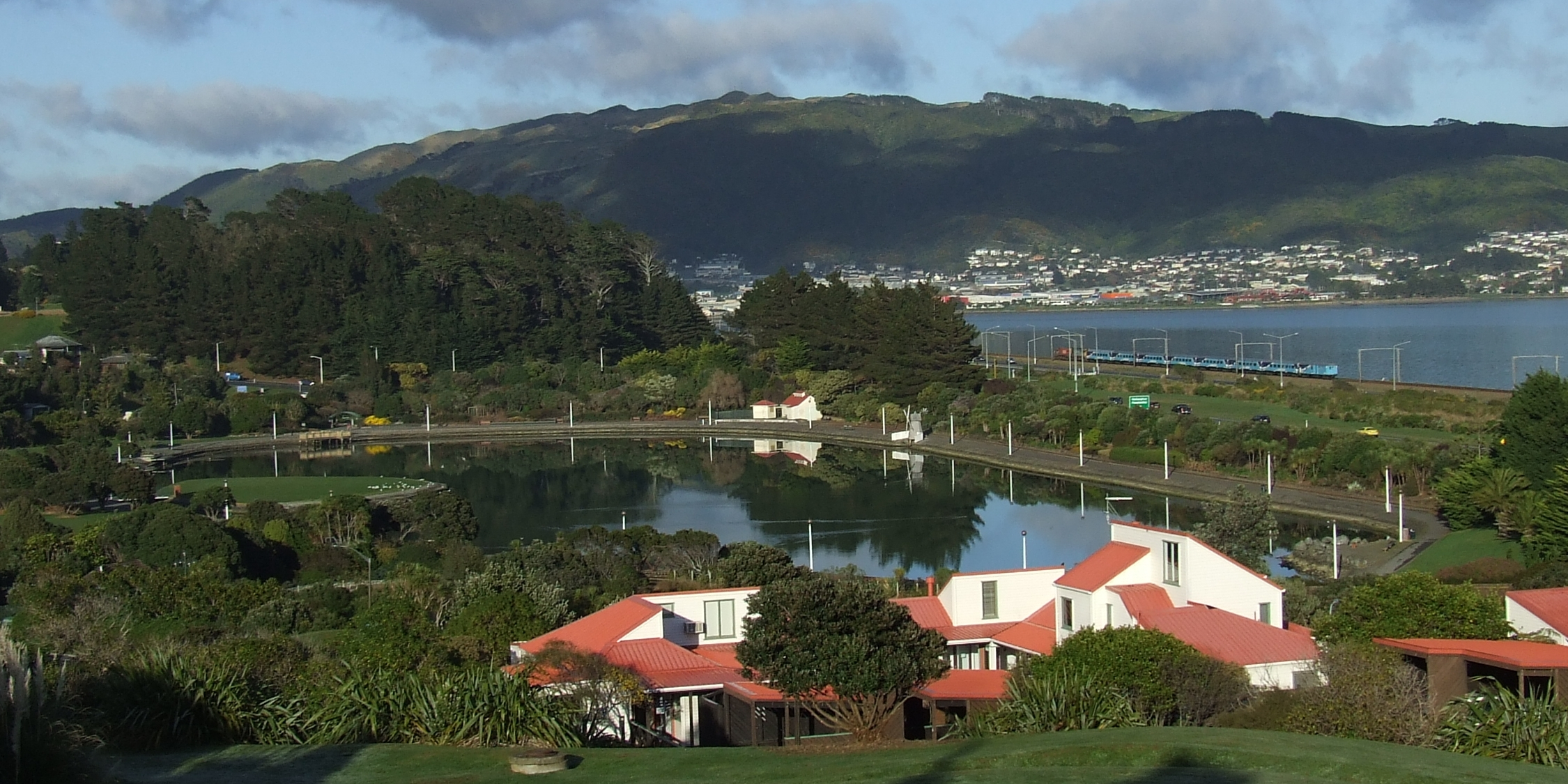
Der Capital Connection auf der Fahrt nach Wellington kurz vor Porirua.

Im Sommer 1994 wurde versucht, auf dieser Strecke auch eine Wochenendverbindung anzubieten, diese wurde jedoch bald aufgrund mangelnder Nachfrage wieder eingestellt.
Auf gesamter Strecke fährt parallel auch der touristische Fernzug Northern Explorer zwischen Wellington und Auckland. Zwischen Waikanae und Wellington verkehren außerdem die Vorortzüge der Kāpiti Line.

## Lokomotiven und Wagenmaterial
Ursprünglich bestand das Wagenmaterial aus NZR-Standard-Wagen (56 Fuß), seit 1999 kommen acht Wagen des Typs British Rail Mark 2 zum Einsatz.
Diese sind drei Meter länger als die alten Wagen und auch geräumiger und verfügen über eine Klimaanlage. Es gibt sowohl Abteil- als auch Großraumwagen. In der Regel ist der Zug mit zwei Diesellokomotiven der neuseeländischen Baureihe DC bespannt.